# Lontra-marinha
A lontra-marinha (nome científico: Enhydra lutris) é um mamífero carnívoro marinho da família Mustelidae, nativo das regiões costeiras do norte e do leste do Oceano Pacífico. As lontras-marinhas adultas pesam tipicamente entre 14 e 45 kg, tornando-os nos mais pesados dos membros da família, e entre os pequenos mamíferos marinhos. De modo distinto da maioria dos mamíferos marinhos, a forma primária de isolamento da lontra-marinha é um casaco de pele grossa, a mais densa no reino animal. Embora possa andar sobre a terra, esta lontra vive principalmente no oceano, este "casaco", retém minusculas bolhas de ar, que lhe permitem flutuar com tanta eficácia.
A lontra-marinha habita ambientes que têm grande profundidade marinha. Alimenta-se principalmente sobre invertebrados marinhos como ouriços, moluscos e crustáceos diversos, e algumas espécies de peixes. Seus hábitos alimentares são notáveis em vários aspetos. Primeiro, o uso de rochas para abrir conchas torna uma das poucas espécies de mamíferos que usam essas ferramentas. Na maior parte de seu território, é uma espécie que controla populações de ouriço-do-mar, que em grande quantidade prejudica as populações de algas. Sua dieta inclui peixes que são valorizados por humanos como alimento, levando a conflitos entre as lontras-marinhas e pescadores.
A lontra-marinha, cuja população foi estimada de 150 000 até 300 000 indivíduos, foi caçada extensivamente para retirada de sua pele, entre 1741 e 1911, e com isso sua população caiu para no máximo dois mil. A proibição subsequente internacional sobre a caça, os esforços de conservação, e programas de reintrodução em áreas anteriormente povoadas contribuíram para recuperação, e as espécies ocupam agora cerca de dois terços de sua escala anterior. A recuperação da lontra-marinha é considerada um sucesso importante na conservação marinha, embora as populações das ilhas Aleutas e da Califórnia recentemente tenham declinado. Por estas razões (bem como a sua particular vulnerabilidade a derrames de petróleo), a lontra-marinha continua a ser classificada como uma espécie em perigo.

## Taxonomia
A primeira descrição científica da lontra-marinha está contida nas notas de campo de Georg Steller em 1751, e a espécie foi descrita por Linnaeus em seu Systema Naturae de 1758. Originalmente chamado Lutra marina, passou por inúmeras mudanças de nome antes de ser aceito como Enhydra lutris em 1922. O nome genérico Enhydra, deriva do grego antigo en / εν que significa "na" e Hydra / ύδρα que significa "água", e os lutris palavra em latim, significando "lontra". Antigamente, era por vezes referido como o "castor marinho", embora apresente um parentesco distante com os castores. Não deve ser confundida com a lontra-marinha-do-chile ou chugungo (Lontra felina), uma espécie de lontra rara nativa da costa oeste do sul da América do Sul. Um número de outras espécies de lontras, enquanto predominantemente vivem em água doce, são comummente encontrados em habitats marinhos costeiros.

## Evolução
A lontra-marinha é o maior membro da família Mustelidae, um grupo diversificado que inclui as treze espécies de lontras e animais terrestres, como doninhas, texugos, e visons. Eles são os únicos entre os mustelídeos em que não fazem covas ou tocas, e não possui glândulas odoríferas na parte anal, além de poder viver debaixo da água por toda a vida. O único membro do gênero Enhydra, a lontra-marinha é tão diferente de outras espécies de mustelídeos, que tão recentemente quanto 1982, alguns cientistas acreditavam que era mais estreitamente relacionadas com as focas. [11] A análise genética indica que a lontra-marinha é mais próxima dos seus familiares existentes, que incluem as espécies Hydrictis maculicollis, Lontra-europeia, Aonyx capensis e a lontra-anã-oriental, um ancestral comum de há cerca de cinco milhões de anos.
A evidência fóssil indica que a linhagem Enhydra ficou isolada no Pacífico norte há cerca de dois milhões de anos, dando origem à agora extinta Enhydra macrodonta e à lontra-marinha moderna, Enhydra lutris. A lontra-marinha surgiu inicialmente no norte de Hokkaido e regiões próximas do extremo oriente da Rússia, e depois houve a propagação para o leste das Ilhas Aleutas e Alasca, e daí ao longo da costa ocidental norte-americana. Em relação aos cetáceos, sirênios e pinípedes, que entraram na água há cerca de cinquenta milhões de anos, quarenta milhões de anos, e vinte milhões de anos, respetivamente, a lontra-marinha é um parente recém-chegado. Em alguns aspetos, porém, a lontra-marinha é mais plenamente adaptada à água, mas deve ir para a terra ou gelo para dar à luz.

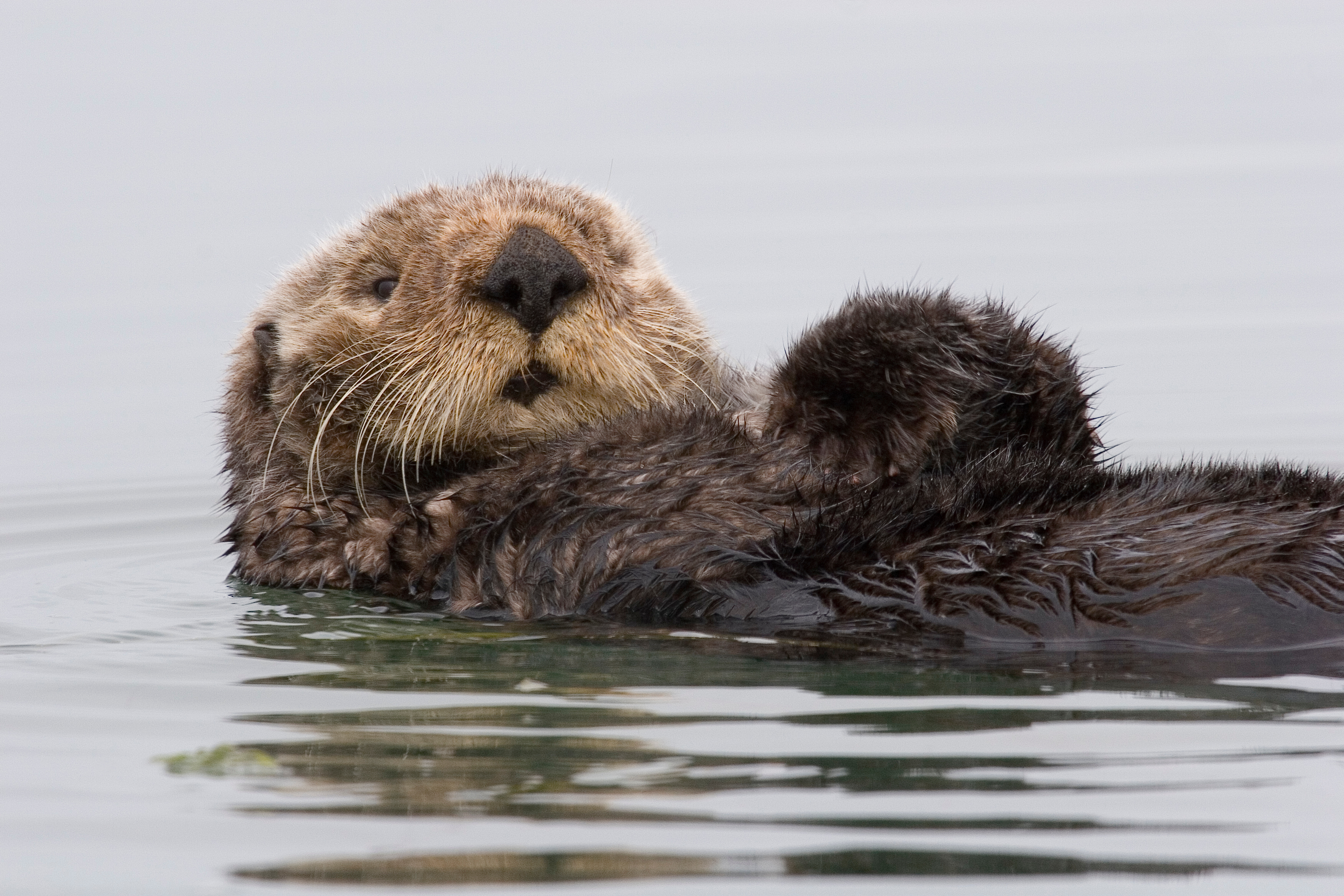
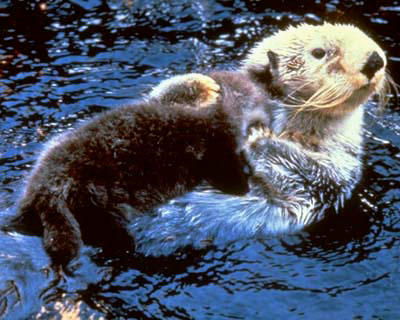